# Taluk
Taluk (zwany także jako  tehsil, tahsil, tahasil, taluka, taluq, mandal, mudigere) (hindi: तहसील, urdu: تحصیل tahsīl) – jednostka podziału administracyjnego w Indiach.

## Znaczenie
Generalnie taluk składa się z miasta, które służy jako centrum administracyjne, oraz wielu wiosek i ewentualnie dodatkowych miast. Jako jednostka samorządu terytorialnego wykonuje czynności podatkowe i administracyjne w zakresie swojej właściwości. Jest ostatecznym organem wykonawczym do ewidencji gruntów i związanych z tym czynności administracyjnych.

System administracyjny w Indiach

## Recepcja
Terminy te stosowane są nie do końca jednorodnie  i konsekwentnie w indyjskich stanach: 
- taluka lub mudigerew : Gudźarat, Goa, Maharasztra, Kerala, Tamilnadu, Karnataka,
- tehsil w : Pendżab, Hariana, Uttar Pradesh, Uttarakhand, Himachal Pradesh, Madhya Pradesh i Radżastan.
- mandal : w Andhra Pradesh używano nazwy do taluk, ale ta została już zastąpiona określeniem mandal. W adresach często pojawia się skrót TK (taluk).

Każdy taluk jest częścią większego dystryktu w obrębie danego stanu lub terytorium związkowego.

## Urząd
Zwierzchnik tehisilu oficjalnie nazywa się tahalsidar (hindi तहलसिदार ), tehsildar lub mniej oficjalnie talukdar lub muktiarkar taluka. Jest on odpowiedzialny za zarządzanie swoim talukiem i podlegają bezpośrednio zwierzchnikowi dystryktu.
W polskiej literaturze przedmiotu dla indyjskich jednostek administracyjnych III rzędu przyjęta została nazwa taluk.

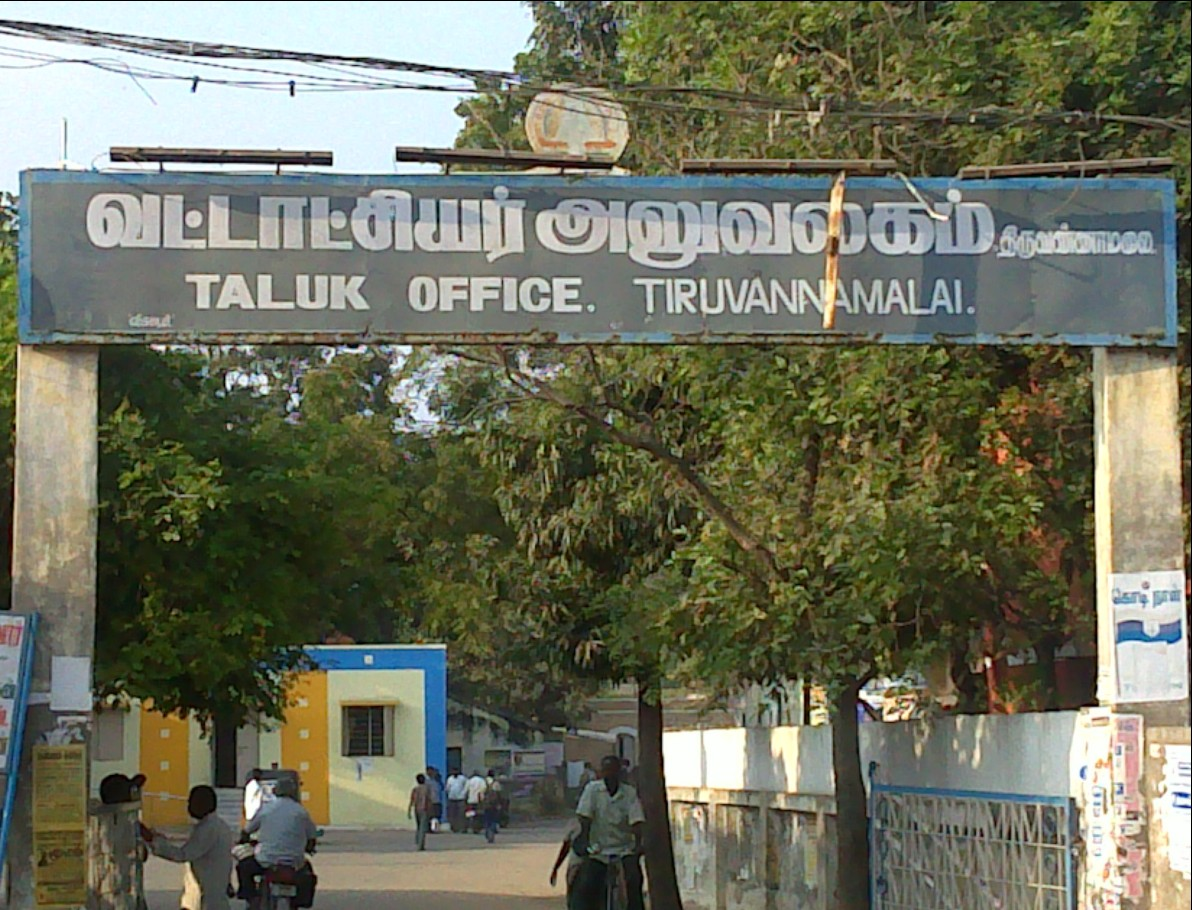
Fotografia urzędu ze stanu Tamilnadu